# 小花凤仙花
小花凤仙花（学名：Impatiens parviflora）是凤仙花科凤仙花属的植物。其种加词“parviflora”意为“小花的”。分布在蒙古、俄罗斯、欧洲以及中国大陆的西藏等地，生长于海拔1,200米至1,680米的地区，常生于沼泽地、河岸边以及山坡沟边潮湿处，目前尚未由人工引种栽培。

## 亚种
- Impatiens parviflora subsp. nevskii (Pobed.) Tzvelev
- 原变种 Impatiens parviflora subsp. parviflora